# Hospital de la Universidad de Utah
El Hospital de la Universidad de Utah (en inglés: University of Utah Hospital) es un centro de investigación y hospital universitario en el campus de la Universidad de Utah en Salt Lake City, Utah, al oeste de los Estados Unidos. Sirve como un importante centro de referencia regional para Utah y para los estados vecinos de Idaho, Nevada, Wyoming, Montana y Nuevo México. Los cuidado médicos de la Universidad de Utah son alabadoa por las siguientes especialidades: cardiología, geriatría, ginecología, pediatría, reumatología, neumología, neurología, oncología, ortopedia y oftalmología.